# Caso Nicole
O caso Nicole se refere ao crime ocorrido na madrugada de sexta-feira, 11 de setembro de 1998, na cidade de Ribeirão Preto, interior de São Paulo. Selma Heloísa Artigas da Silva, 22 anos, natural de Franca,  conhecida pelo pseudônimo de "Nicole", morreu, depois de ser arrastada por mais de dois quilômetros, presa a um veículo conduzido pelo empresário Pablo Russel Rocha,  natural de Ribeirão Preto, proprietário de uma concessionária de veículos.  Selma ganhava a vida como garota de programa. Era mãe de dois filhos e estava grávida do terceiro

## História

### Crime
Era madrugada de sexta-feira quando  Pablo Russel Rocha, na época com 24 anos, acompanhado de Selma, conduzia uma Mitsubishi Pajero. Após uma briga entre os dois, Selma foi amarrada pelo braço esquerdo com o cinto de segurança do carro e lançada  para fora do veículo. Em seguida foi arrastada por cerca de 2,5 quilômetros pelas ruas de Ribeirão Preto.
A tese apresentada pelo Ministério Público é de que, na madrugada do crime,  Pablo Russel Rocha e Selma Heloísa Artigas Silva estavam discutindo dentro da Pajero. Num ato de fúria, ele prendeu Nicole - que estava no banco do passageiro - amarrando seu braço esquerdo  com o cinto de segurança, e a lançou para fora do veículo, arrastando-a intencionalmente por mais de dois quilômetros e meio. Pablo foi indiciado por homicídio doloso triplamente qualificado - por motivo fútil com emprego de meio cruel e sem chance de defesa da vítima. De acordo com laudo do IML de São Paulo, a vítima foi amarrada por nó duplo, descartando-se assim a hipótese de que a morte de Selma tenha sido acidental. O corpo destroçado da vítima foi  abandonado na Avenida Caramuru, no bairro Sumaré. Partes dos membros e da massa encefálica estavam a mais de 1.600 metros do local do corpo.

### Julgamento
O julgamento ocorreu em 29 de junho de 2016, 18 anos após o crime, resultando na condenação de Pablo.
A defesa alegou que Selma ficara presa, ao descer do carro, e que Pablo, sem perceber, arrastara acidentalmente a garota. A defesa ainda alegou que o som do veículo teria impedido que o empresário ouvisse os gritos da vítima.
O caso se notabilizou, tanto pela violência como pela demora de mais de 18 anos até o julgamento de Pablo.. O empresário foi condenado por homicídio triplamente qualificado pelo qual chegou a ficar preso por dois anos e meio, porém respondeu o restante do tempo em liberdade. No dia 29 de junho de 2016 foi condenado a 24 anos de prisão. Em seguida, foi levado para cadeia pública de Santa Rosa de Viterbo, interior de São Paulo. No dia 4 de julho de 2016 foi transferido para penitenciária de Tremembé.
A defesa recorreu ao Tribunal de Justiça para que Pablo pudesse recorrer em liberdade. Após uma semana, ele foi solto.